# サミドゥン
サミドゥン・パレスチナ囚人連帯ネットワーク（アラビア語: صامدون）は、国際的な親パレスチナ団体。2012年にアメリカ合衆国で設立され、北米や欧州などで活動している。イスラエル、ドイツ、カナダからパレスチナ解放人民戦線のフロント団体としてテロ組織に指定されており、アメリカ合衆国から制裁を受けている。

## 歴史
サミドゥンは2011年にアメリカ合衆国で設立された。フランスでサミドゥンの支部「Collectif Palestine Vaincra」が設立された。また、2019年5月にはオランダで支部が設立された。2020年10月にはスペインの支部である「Samidoun España」が設立された。
2020年にはサミドゥンのリーダーであるハレド・バラカットがドイツから国外追放され、4年間の入国禁止が命じられた。バラカットは異議を申し立てたが、パレスチナ解放人民戦線 (PFLP) との繋がりとテロ組織への支援を理由に却下された。また、2021年2月にはサミドゥンはイスラエルからPFLPの一部門としてテロ組織に指定された。2021年3月にサミドゥンはカナダで非営利団体として登録した。

### 2023年のハマスによるイスラエル攻撃後
2023年のハマスによるイスラエル攻撃と、それに伴う2023年パレスチナ・イスラエル戦争が始まると、サミドゥンはハマースと連帯する行動を開始した。サミドゥンの国際コーディネーターのひとりであるシャーロット・ケイツはハマースの幹部とYouTubeにおいて会談し、10月7日のイスラエルへの攻撃を「英雄的な作戦」と称賛した。また、ケイツは同月にニューヨークにおいてサミドゥンはハマースとの連帯を表明した。こうした発言を受け、ケイツは2024年初めにカナダのバンクーバーにおいてヘイトクライムの容疑で逮捕された。
ハマースとの連帯行動を受け、2023年11月にはドイツがサミドゥンをテロ組織に指定し、ドイツ国内でのすべての活動を禁じた。ドイツ内務省はサミドゥンを「パレスチナの囚人との連帯を口実に反イスラエルならびに反ユダヤ主義のプロパガンダを流布している国際ネットワーク」と言及した。その後、サミドゥンのドイツ支部のメンバーはドイツ国内での訴追を避けるためにスイスに逃亡した。
2024年10月にはアメリカ合衆国とカナダが共同し、アメリカ合衆国がサミドゥンに制裁を課し、カナダが同団体をテロ組織に指定した。アメリカ合衆国財務相の報道官は「サミドゥンは困っている人々に人道支援を提供する慈善団体を装っているが、実際はそうした資金をテロ組織の支援に流用している」と述べた。また、カナダの首相のジャスティン・トルドーは、サミドゥンのテロ指定について「テロリストの活動と資金調達を暴くためのアメリカ合衆国との共同活動の一部」と声明を発表した。

## 活動

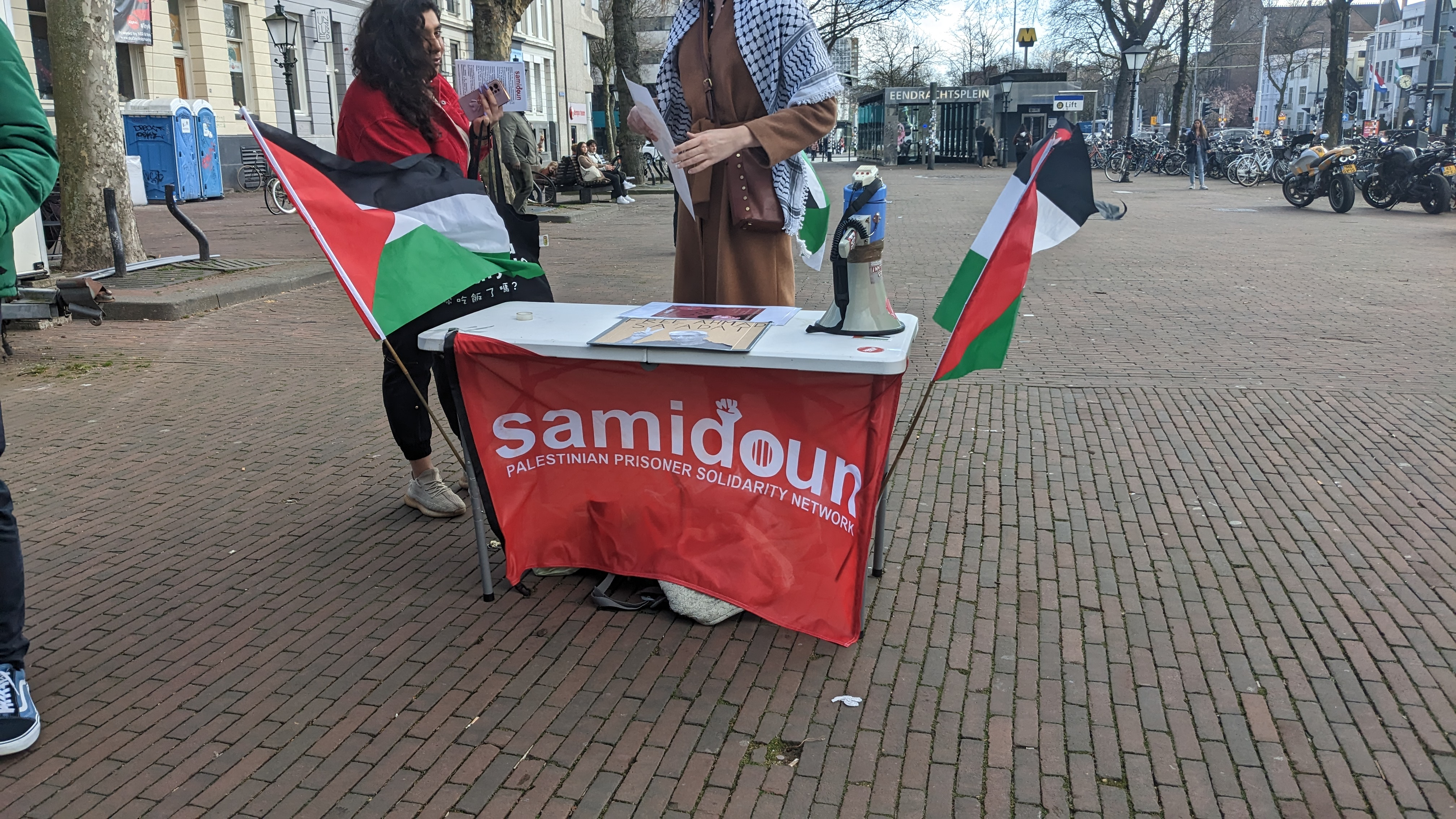
サミドゥンの広報活動（ロッテルダム、2023年3月）

サミドゥンは、活動の目的を「イベント、活動、リソース、代表団、研究、情報共有、パレスチナの囚人運動との橋渡しを通じて、パレスチナの囚人のための正義の実現」としている。サミドゥンはアメリカ合衆国やカナダ、フランス、オランダ、ドイツ、ベルギー、イランなどの国で国際的に活動している。
サミドゥンは毎年「パレスチナ政治囚人との連帯の日」を主催して、パレスチナの囚人との連帯活動を展開している。また、サミドゥンの活動家の多くはBDS運動を推進する組織を指導している。このほか、2023年のハマスによるイスラエル攻撃後にはアメリカ合衆国などで抗議活動を展開している。

## テロ組織への指定・制裁
サミドゥンは以下の国家からテロ組織として指定、あるいは制裁を受けている。
- イスラエル （2021年2月より）[8]
- ドイツ（2023年11月より）[4]
- カナダ（2024年10月より）[5]
- アメリカ（制裁、2024年10月より）[5]